# Misanthropic Existence
Misanthropic Existence ist eine 2011 gegründete Black-Metal-Band aus Worcestershire.

## Geschichte
Misanthropic Existence wurden 2011 um die beiden Hauptmitglieder den Schlagzeuger Ben „Lord Hypocrisy“ Neale und den Sänger und Gitarristen Rob “L.G.S.M. CymbalRapist” Watts gemeinsam mit Tom „Philosodomizer“ Doherty als Bassisten und Hintergrundsänger gegründet. Seit ihrer Entstehung verzeichnete die Band allerdings diverse Wechsel des Bassgitarristen und Hintergrundsängers. In unterschiedlichen Konstellationen tourte die Band innerhalb Großbritanniens. In dieser Zeit entstanden ebenso mehrere Demoaufnahmen sowie die Beteiligung am Split-Album Elitist Metal Bastards Unite aus dem Jahr 2012. Das Album wurde mit Baalberith, Razakel Krieg und Mantarok über Satanica Productions veröffentlicht. Weiter im anhaltenden Wechsel der Musiker neben Watts und Neale entstanden der Beitrag zur Label-Kompilation UKEM Records: Disciples Of Extremity – Volume 7 von UKEM Records und der Beitrag zur Trond Bråthen (Urgehal, Beastcraft) gewidmeten Tributealbum The Beast Awakens: a Tribute to Trondr Alastor Nefasaus dem Jahr 2012. Das hierzu aufgenommene Stück Satanist veröffentlichte die Gruppe hinzukommend 2016 als Download-Single via Bandcamp. Zwischen 2012 und 2016 reduzierte die Band ihre Aktivität aufgrund der Vaterschaft von Neale. Im Jahr 2017 debütierte die Band dann mit dem Album Death Shall Be Served via Bandcamp. Das Album wurde offiziell Aesthetic Death Records im darauf folgenden Jahr veröffentlicht. Die Veröffentlichung bescherte dem Projekt internationale Resonanz, die überwiegend positiv ausfiel.

## Inhalt und Ideologie
Neale beschreibt anhand des Bandnamens die inhaltliche und ideologische Ausrichtung der Band. So seien er und die weiteren Mitglieder der Gruppe Misanthropen, welche mit ihrer Musik zum Ausdruck brächten, wie sehr sie Menschen verachten. Im gleichen Interview erläutert er seinen Bezug zum Satanismus, der neben der Misanthropie als Grundlage der Liedtexte fungiert.

„Satan in the literal sense to me is the fallen angel of god and that’s a christian belief of which I hold no value in. I am strongly opposed to all religion and all aspects of them. I take Satan instead as a carnal force which exists in humans on a primitive level, it can be destructive and cruel, malicious and wicked, but to me I see it as part of the balance of the universe such as night and day, black and white, good and bad. Satan is the rebel, the antithesis of following rules and being part of a herd, Satan empowers individualism and inspires leadership, Satan is everywhere you look depending on how you look and whether you can see it or not. However our drummer Cymbal Rapist can speak more of his views on his much more literal Satanism.“

„Satan im buchstäblichen Verständnis ist für mich der gefallene Engel Gottes und das ist ein christlicher Glaube, auf den ich keinen Wert lege. Ich bin entschieden gegen alle Religionen und alle Aspekte davon. Ich sehe Satan stattdessen als fleischliche Kraft die im Menschen auf primitiver Ebene existiert. Sie kann destruktiv und grausam, scheußlich und böse sein, aber ich sehe sie als Teil des Gleichgewichts des Universums wie Tag und Nacht, Schwarz und Weiß, Gut und Böse. Satan ist der Rebell, das Gegenteil davon Regeln zu befolgen und Teil einer Herde zu sein, Satan fördert den Individualismus und inspiriert die Führung, Satan ist überall wo man hinschaut abhängig davon ob und wie man auf die Dinge sieht oder nicht. Unser Schlagzeuger Cymbal Rapist würde hingegen mehr über seinen viel wörtlicher verstandenen Satanismus sagen.“

## Stil
Die von Misanthropic Existence gespielte Musik wird als roher, schneller und brutaler Black Death Metal oder Blackend Death Metal beschrieben. 
Der Gesang variiere zwischen dem Growling des Death Metals und dem Schreigesang des Black Metals und füge sich damit gut in den Klang der Gruppe. Das Schlagzeugspiel sei roh und zumeist schnell, nutze jedoch gelegentlich ein weniger intensives Tempo. Die Gitarren würden indes mit enorm schnellen Akkordfolgen und Riffs gespielt.

## Diskografie
- 2012: Misanthropic Existence (Demo, Selbstverlag)
- 2012: Elitist Metal Bastards Unite (Split-Album mit Baalberith, Razakel Krieg und Mantarok, Satanica Productions)
- 2016: Satanist (Download-Single, Selbstverlag)
- 2018: Death Shall Be Served (Album, Aesthetic Death Records)